# Maria Lee Liivak

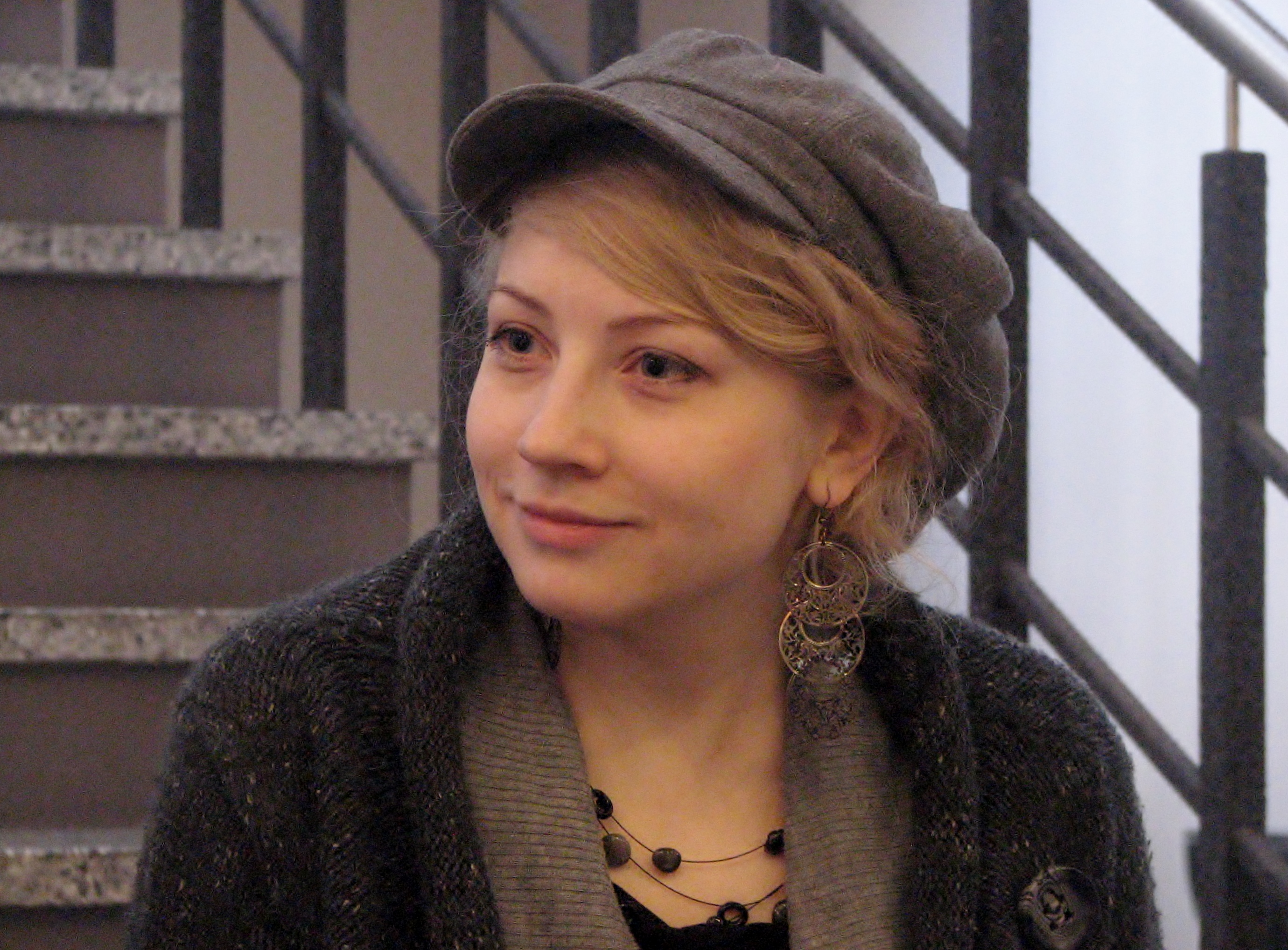
Maria Lee Liivak 2013

Maria Lee Liivak (als Schriftstellerin Maria Lee, * 28. Dezember 1984 in Tallinn) ist eine estnische Dichterin und Dramaturgin.

## Leben und Werk
Maria Lee wurde als Tochter der Dichterin Doris Kareva und des Übersetzers Lembit Liivak geboren und wuchs in Tallinn auf. Sie studierte von 2004 bis 2008 an der Estnischen Musik- und Theaterakademie und arbeitete anschließend mehrere Jahre als Dramaturgin am Tallinner Stadttheater.
Sie debütierte 2007 mit dem Band Der Weggedanke, der bereits im Titel einen Neologismus verwendet, den die Autorin folgendermaßen erläuterte: „Ein Weggedanke besagt, dass man bestimmte Dinge aus sich herausdenkt und sie dadurch los wird.“ Die Kritiken lobten ihren „meisterlichen Umgang“ mit dem Wort und sahen Parallelen zu Charles Baudelaire. Ihr älterer Kollege Jürgen Rooste betonte, dass man der Lyrik ansehen könne, dass hier nicht jemand morgens aus dem Bett gesprungen ist und Lust aufs Gedichteschreiben bekommen hat, sondern dass Maria Lees „Texte eher das Ergebnis dessen sind, dass etwas erlebt worden ist, eine Wegstrecke zurückgelegt ist.“ Ihren sorgfältigen Umgang mit dem Wort kann man auch dem Umstand entnehmen, dass sie erst eine weitere Gedichtsammlung vorgelegt hat und nur sporadisch neue Gedichte in Zeitschriften veröffentlicht.

## Bibliografie
- Äramõte (Der Weggedanke). Tallinn: Verb 2007. 44 S.
- Stereomeetria (Stereometrie). Tallinn: Verb 2012. 80 S.